# Walther Wüst

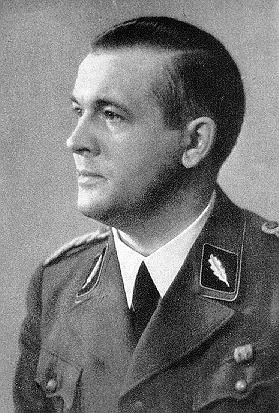
Walther Wüst (ca. 1942)

Walther Wüst (* 7. Mai 1901 in Kaiserslautern; † 21. März 1993 in München) war ein deutscher Indologe und nationalsozialistischer Wissenschaftsfunktionär. Er lehrte von 1935 bis 1945 als Professor für „Arische Kultur- und Sprachwissenschaft“ an der Ludwig-Maximilians-Universität München, war dort bis 1941 Dekan der Philosophischen Fakultät, anschließend bis 1945 „Führer-Rektor“ der Universität. Als Mitglied von NSDAP und SS avancierte der von seinen Studenten als „Rassen-Wüst“ Verspottete 1937 zum Präsidenten (ab 1939 Kurator) der Forschungsgemeinschaft Deutsches Ahnenerbe, ab 1942 trug er den Rang eines SS-Oberführers. Mit der NS-Zeit endete 1945 auch Wüsts Karriere abrupt.

## Ausbildung und Karriere bis 1933
Nach dem Abitur 1920 studierte Wüst an der Universität München vor allem Germanistik, Anglistik und Indologie sowie Allgemeine und vergleichende Religionsgeschichte. Dabei arbeitete er hauptsächlich über die Veden und machte bereits zur Zeit der Weimarer Republik schnell Karriere. Im Jahre 1923 erfolgte die Promotion, das Thema der Dissertation war der Schaltsatz im Rigveda, einer Sammlung der ältesten Götter-Hymnen der indischen Literatur.
Mit einer Schrift über die Geschichte des altindischen Dichtstils habilitierte er sich im Alter von 25 Jahren, wurde Privatdozent für Indische Philologie und bekam 1932, erst 31-jährig, den Titel eines (außerplanmäßigen, nicht-beamteten) Professors. Hatten seine frühen Arbeiten rein philologischen Inhalt, wandte er sich unter dem Einfluss Herman Wirths zunehmend der „arischen“ Kultur- und „Rassengeschichte“ zu.

## Karriere im Nationalsozialismus
Wüst wurde zum 1. Mai 1933 Mitglied der NSDAP (Mitgliedsnummer 3.208.696) und schloss sich dem NS-Lehrerbund an. Seit 1933 entfaltete er eine intensive Vortragstätigkeit vor den Gliederungen der NSDAP. Seit 1934 war er als Vertrauensmann (V-Mann) für den SD tätig. Wegen seines vordergründig ideologischen Auftretens wurde er unter Studenten mit dem Zusatz „Rassen-Wüst“ bezeichnet. Zugleich war er ab diesem Zeitpunkt im NS-Dozentenbund aktiv. Der Münchener Rektor Karl Escherich ernannte Wüst im Juli 1935 zum kommissarischen Dekan der Philosophischen Fakultät I.
Im Jahr 1935 legte er seine lange angekündigte Forschungsarbeit, das Vergleichende und etymologische Wörterbuch des Altindoarischen, vor. Der veröffentlichte erste Band enthielt 11 Seiten Text mit anschließenden 197 Seiten Abkürzungsverzeichnis, Bibliografie und die Vorstellung seiner Arbeit. Alle weiteren, angekündigten Bände blieben aus. Dennoch wurde Wüst zu Beginn des Wintersemesters 1935/36 als ordentlicher Professor für „Arische Kultur- und Sprachwissenschaft“ berufen. 

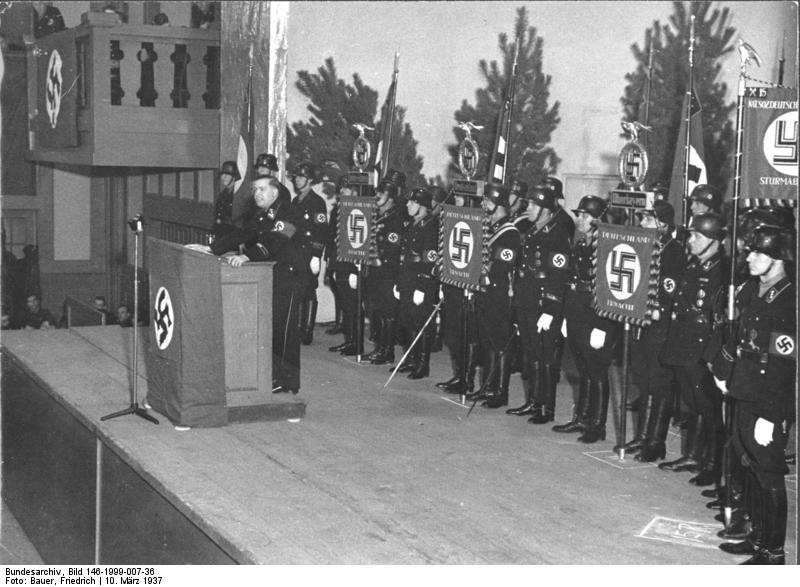
Vortrag von Walther Wüst am 10. März 1937 vor SS im Münchener Hackerkeller über das Thema: „Des Führers Buch ‚Mein Kampf‘ als Spiegel arischer Weltanschauung!“ Aufnahme aus dem Bundesarchiv

Von 1936 an dehnte Wüst seine Vortragstätigkeit auch auf die Strukturen der SS aus. Im selben Jahr schloss er sich der von Herman Wirth als privatrechtlicher Organisation gegründeten, der SS nahestehenden Forschungsgemeinschaft Deutsches Ahnenerbe an und wurde im Oktober 1936 Abteilungsleiter für den Bereich „Wortkunde“. Am 5. Oktober 1936 hielt Wüst in Detmold die Festansprache zu Ehren von Wilhelm Teudt, einem Esoteriker und Deutschgläubigen, um die Verleihung der Ehrenbürgerwürde der Stadt an diesen zu feiern; zugleich wurde eine „Pflegstätte für Germanenkunde“ eröffnet.
Am 26. Januar 1937 wurde er auch selbst Mitglied der SS (Nummer 278.951), kurz darauf wurde er als Hauptsturmführer in den Persönlichen Stab des Reichsführers Heinrich Himmler aufgenommen. Dieser ernannte Wüst am 1. Februar 1937 zum Präsidenten der Forschungsgemeinschaft Deutsches Ahnenerbe und damit zum faktischen Leiter unter dem offiziellen Kuratoriumsvorsitzenden Himmler. Der Gründer Herman Wirth wurde aus dem „Ahnenerbe“ verdrängt. Ab diesem Zeitraum begann Wüsts Umorientierung auf „nordische“ Themen. Von seinem zuvor christlichen Glauben protestantischer Prägung wandte er sich zugunsten einer „Art völkischen Pantheismus“ ab. Am 12. September erhielt er den Rang eines SS-Sturmbannführers.
Ab 1939 wurden die Posten im Ahnenerbe vertauscht: jetzt firmierte Himmler als „Präsident“ der „Forschungs- und Lehrgemeinschaft“. Ihm war nunmehr, als Kurator, Wüst „wissenschaftlich verantwortlich“ und damit zugleich auch für die Personalpolitik zuständig. Das von Wüst verfolgte Ziel innerhalb der Organisation bestand darin, eine wissenschaftliche Begründung der „arischen Weltanschauung“ zu liefern. In mehreren Vorträgen aus dieser Zeit verlangte er eine uneingeschränkte Unterordnung, vor allem der Geschichtswissenschaft, der Geistes- und Religionswissenschaften unter dem völkischen Gedanken. Sie hätten sich den Anforderungen des nationalsozialistischen Staates völlig unterzuordnen.
In der Organisation der dem NS-Staat dienenden Wissenschaften spielte Wüst eine führende Rolle. Als Kurator des SS-Ahnenerbes war er auch Mitherausgeber der Zeitschrift Der Biologe, dem im völkischen Verlag J. F. Lehmanns erschienenen Zentralorgan des Reichsbunds für Biologie. Himmler wies Wüst im Frühjahr 1939 an, die Forschungsaufgabe „Frühdiagnose bei Krebserkrankung“ dem 30-jährigen Sigmund Rascher zu übertragen, der als KZ-Arzt in Dachau tödliche Menschenversuche mit Häftlingen durchführte.
Im Jahr 1941 wurde Wüst zum Rektor der Universität München ernannt. Bei seiner Antrittsrede am 5. Mai 1941 legte er ein uneingeschränktes Bekenntnis zum Ariertum ab. Deutsche Wissenschaft sei „Zweckwissenschaft“ in der Rolle einer legitimatorischen Instanz. Daraus leitete er zugleich eine „Rechtmäßigkeit“ der zu diesem Zeitpunkt vollzogenen deutschen Kriegspolitik ab, die aus der Geschichte der Indogermanen resultiere. Die Bayerische Akademie der Wissenschaften berief ihn 1942 zum ordentlichen Mitglied in der Philosophisch-historischen Klasse. Ab 1943 war Wüst zudem Präsident der Deutschen Akademie. Er war des Weiteren daran beteiligt, als 1943 zur nationalsozialistischen Propaganda im arabischen Raum Hitler als eine endzeitliche Gestalt des Islam dargestellt werden sollte, um dort an Unterstützung zu gewinnen. Sein letzter Rang in der SS-Hierarchie war ab November 1942 Oberführer.
In seine Amtszeit als Rektor der Münchener Universität fällt auch die Verhaftung der Geschwister Scholl im dortigen Hauptgebäude, an der Wüst persönlich mit eigener Entscheidung beteiligt war. Das Wirken dieser Gruppe an der Universität, zusammengesetzt aus Teilen des Lehrkörpers und studentischer Kreise, ihre aktuelle Argumentation zum Aufbegehren gegen das bestehende System, seine Ideologie und Kriegsverbrechen steht mit im Zusammenhang zur Positionierung von Wüst und seiner Degradierung der Wissenschaft als Erfüllungsgehilfe des Nationalsozialismus. Die in den Flugschriften formulierte Aufforderung „Heraus aus den Hörsälen der SS-Unter- oder Oberführer“ meinte ganz besonders die Person Wüst. Im März 1943 hatte er dem Musikwissenschaftler Kurt Huber die Doktorwürde mit der Begründung aberkannt, dass er sich für diese wissenschaftliche Graduierung als unwürdig erwiesen habe.

## Leben nach 1945
Am 31. Juli 1945 erfolgte seine Entlassung als Rektor, und kurz danach wurde Wüst von den Besatzungsbehörden verhaftet. Bis 1948 verblieb er im Internierungslager Dachau. Von der Universität München wurde er 1946 entlassen. Mit Urteil der Hauptkammer München vom 9. November 1949 wurde Wüst im Entnazifizierungsverfahren als Belasteter eingestuft und zu drei Jahren Arbeitslager verurteilt, die er aber bereits mit der Internierungshaft abgebüßt hatte. Nach dem Beibringen mehrerer eidesstattlicher Erklärungen wurde das Urteil 1950 auf sechs Monate und eine Geldstrafe von 500 Mark reduziert. Durch das Verfahren verlor er die Hälfte seines Vermögens, das eingezogen wurde, um es zu Wiedergutmachungszwecken zu verwenden, sowie das Recht auf freie Berufsausübung.

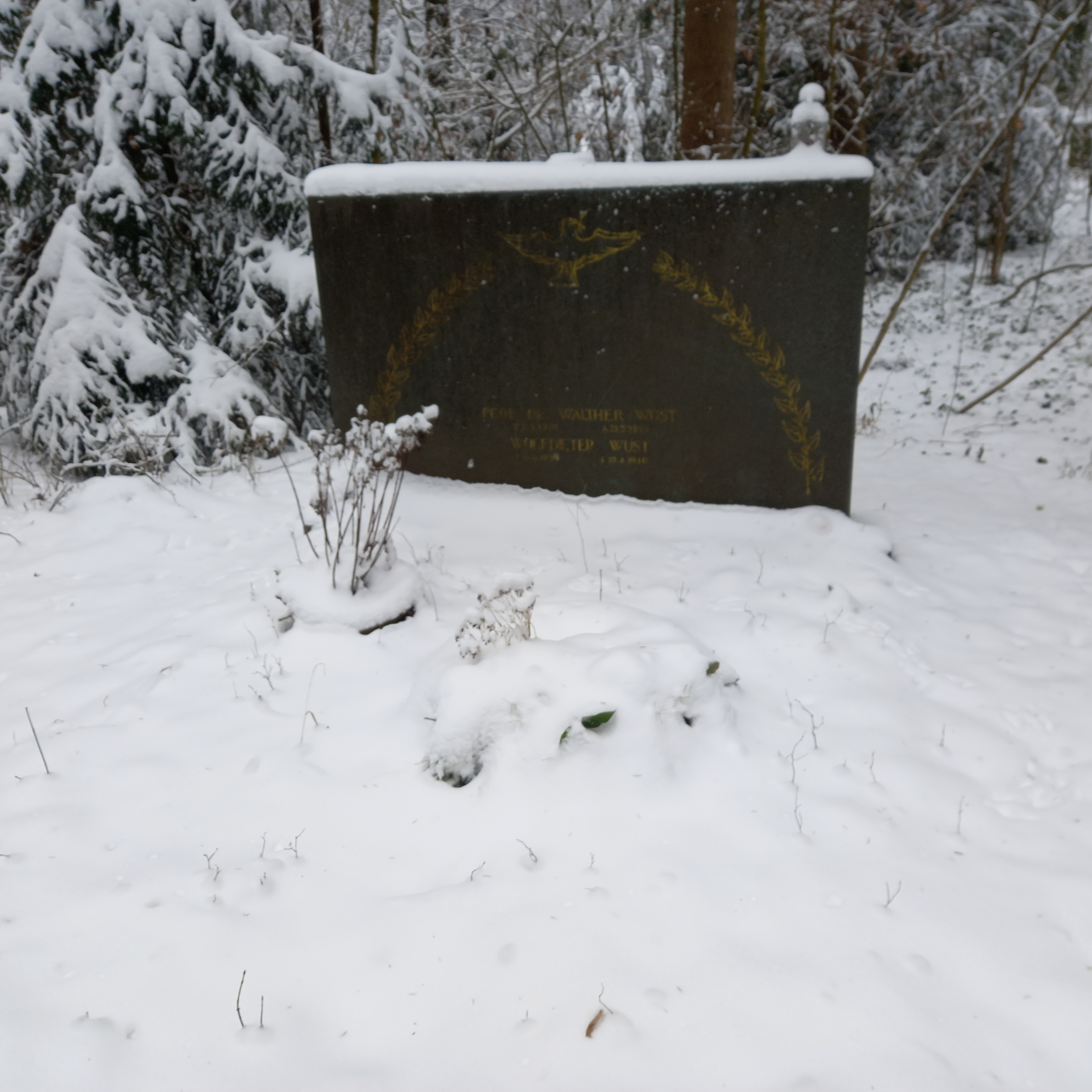
Das Grab von Walther Wüst auf dem Waldfriedhof (München)

Wüst war als „131er“ Professor zur Wiederverwendung, erhielt aber keinen festen Lehrstuhl an einer deutschen Universität. Er erlangte 1951 den Titel eines Professors zurück, leitete jedoch nie wieder eine Abteilung an einer deutschen Universität. Er arbeitete als Privatgelehrter, publizierte wieder zum Thema Indologie und gab eine von ihm gegründete Zeitschrift heraus.
Wüst starb am 21. März 1993 in München.

## Publikationen
- Der Schaltsatz im Rgveda, Dissertation 1923
- Stilgeschichte und Chronologie des Ṛgveda, Deutsche morgenländische Gesellschaft Leipzig 1928
- Erforschung d. indogerm. Sprachen; 4,1: Indisch, De Gruyter Verlag Berlin 1929
- Besprechung des Buches von Hermann Wirt „Der Aufgang der Menschheit, Untersuchungen zur Geschichte und Religion, Symbolik und Schrift der atlandisch-nordischen Rasse“, 1929
- Indisch, gemeinsam mit Franz Bopp und Wilhelm Streitberg, Trubner Verlag Straßburg 1929
- Rabindranath Tagores Gedichtwerk, Berlin 1931
- Studia indo-iranica : Ehrengabe für Wilhelm Geiger zur Vollendung d. 75. Lebensjahres ; 1856-1931, Harrassowitz Verlag Leipzig 1931
- Wilhelm Geiger, Palmie Verlag Harburg 1931
- Vergleichendes und etymologisches Wörterbuch des Altindoarischen, Band 1, Heidelberg 1935 (die angekündigten weiteren Bände blieben aus)
- Des Führers Buch „Mein Kampf“ als Spiegel arischer Weltanschauung. Rede vom Juni 1936 an der Universität München; hier Fassung vom März 1937.
- Das Reich : Gedanke und Wirklichkeit bei den alten Ariern ; Rede zur Reichsgründungsfeier, 2. Febr. 1937, Gäßler Verlag München 1937
- Deutsche Frühzeit und arische Geistesgeschichte, Deutscher Akademie Verlag München 1939
- Die deutsche Aufgabe der Ideologie, in Deutsche Kultur im Leben der Völker, Mitteilungen der deutschen Akademie Nr. 3 von 1939, Dezember S. 339 ff
- Von indogermanischer Religiosität, Sinn und Sendung, in: ARW, Heft 36 von 1939, S. 64 ff.
- Tod und Unsterblichkeit : aus indogermanischem Weistum, gemeinsam mit Kurt Schrötter, Ahnenerbe-Stiftungs Verlag Berlin 1940
- Indogermanisches Bekenntnis, Rede aus Anlass der Übernahme des Rektorates an der Universität München am 5. Juli 1941, Berlin 1942
- Japan und wir : Ansprache, gehalten bei der Gründungs-Feier der Deutsch-japanischen Gesellschaft München am 30. April 1942, Ahnenerbe Stiftungsverlag Berlin 1942
- Indogermanisches Bekenntnis : sechs Reden, Ahnenerbe-Stiftungs Verlag Berlin-Dahlem 1942